# Robert Alda
Robert Alda (Nueva York, 26 de febrero de 1914-Los Ángeles, 3 de mayo de 1986) —de nombre de nacimiento Alphonso Giuseppe Giovanni Roberto D'Abruzzo— fue un actor de cine y teatro, bailarín y cantante; de esta última ocupación es célebre su interpretación de la canción Luck Be a Lady, compuesta por Frank Loesser en 1950, considerada una de las 100 canciones más representativas del cine estadounidense. Robert Alda es padre del también actor Alan Alda.
En el cine, es famosa su interpretación de George Gershwin en Rhapsody in Blue, película de 1945.